# Cueva Fontein
La Cueva Fontein es una pequeña cueva cerca de Boca Prins en la parte norte de la isla de Aruba. Es bien conocida por sus dibujos arahuacos nativos en la pared, que fueron grabados por los amerindios decorativamente sobre las paredes de piedra y parte del techo más plano de la cueva con colores rojizos o combinaciones marrón-rojo-marrón o color violáceo; esto da pistas sobre la historia de los amerindios. La cueva es accesible desde un "acantilado de una terraza de piedra caliza coralina" y tiene una anchura de 3 metros (9,8 pies) y una altura de 2 metros (6 pies 7 pulgadas). El hall de entrada, que está abierto para los visitantes, es de 4 metros (13 pies) de altura y se extiende hasta una profundidad de 50 metros (160 pies). Como es una formación geológica de piedra caliza, y debido a filtraciones de agua se ha producido formaciones de estalagmitas y estalactitas de colores, tamaños y formas muy extraños. Los Murciélagos anidan en los huecos de la cueva en su búsqueda nocturna para recoger alimento, que consiste en néctar y polen. Hay registros de que los indios Araucos utilizaron esta cueva para realizar su rituales y ceremonias tribales.

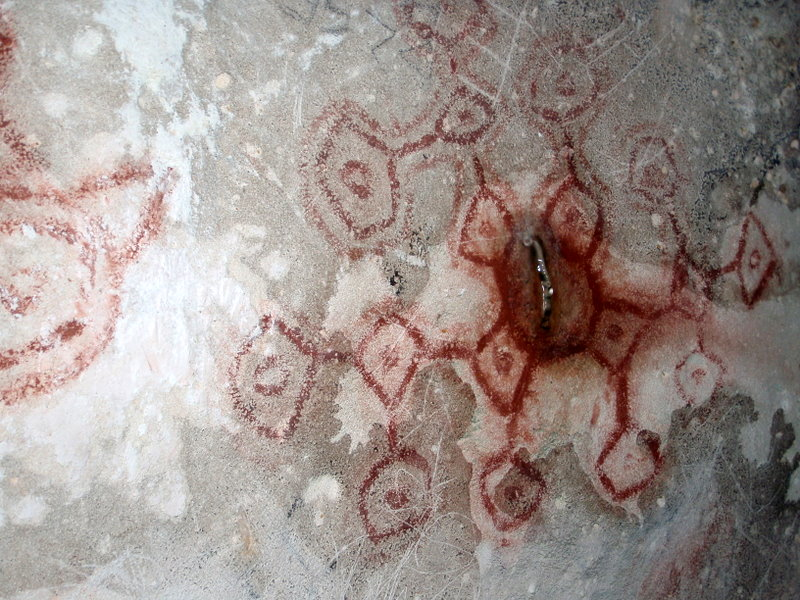
Pinturas nativas en la cueva